# Lambula errata
Lambula errata là một loài bướm đêm thuộc phân họ Arctiinae, họ Erebidae.